# Crewe Alexandra Football Club
Il Crewe Alexandra Football Club, meglio noto come Crewe Alexandra, è una società calcistica inglese, con sede a Crewe, Cheshire, nel nord-ovest del paese. Milita in Football League Two, quarta serie del campionato inglese di calcio.
Deriva il nome dalla principessa Alessandra di Danimarca anche se un'altra leggenda vuole fosse il nome del locale dove la squadra fu fondata nel 1877.
Il soprannome "The Railwaymen" deriva dal legame del centro con l'industria ferroviaria. Lo stadio è l'Alexandra Stadium con una capienza di 10.153 posti.
La società ha anche una sezione femminile, che partecipa al FA Women's Northern Premier League, e il suo nome è Crewe Alexandra L.F.C. (Crewe Alexandra Lady Football Club).

## Storia

### Le origini e il '900
Nata inizialmente come Fc Crewe nel 1877, disputò quello stesso anno la sua prima partita, pareggiando 1-1 contro il North Staffs. Nel 1884 giocò e perse la sua prima partita in FA Cup contro il Queens Park of Glasgow per ben 10-0. Fu tra i membri fondatori della Division 2 nel 1892. Nel 1936 e 1937 vinse i primi trofei di una certa caratura, la Welsh Cup, la coppa gallese, a cui partecipò pur essendo una formazione inglese. Sempre nel 1936 Herbert Swindells segno il suo 100º goal in maglia Crewe, nel segnerà in tutto ben 126, record ancora imbattuto.
Nel 1955 ben 20.000 spettatori assistettero al match di FA Cup contro il Tottenham che terminò 2-2. L'infausto replay della partita a campi invertiti termino con un sonoro 13-2 per i londinesi, la peggior sconfitta della storia per gli Alessandrini. Nel 1961 il Crewe sconfisse in FA Cup il quotatissimo Chelsea 2-1 a Stamford Bridge in una partita memorabile con in maglia Blues numerosi ex-giocatori dello stesso Crewe. Due anni più tardi i ferrovieri arrivarono alla prima promozione della loro storia.
Anni dopo nella città di Crewe approdò il giovane portiere Bruce Grobbelaar, il famoso portiere che in maglia Liverpool stregò i rigoristi della Roma nella finale di Coppa dei Campioni del 1984. Grobbelaar divenne un idolo di Crewe: riuscì nell'impresa di rimanere 8 giornate su 24 senza subire reti e segnò anche un calcio di rigore.
Tuttavia il periodo tra il 1950 e il 1983 vengono considerati anni bui per la formazione, che ebbe una svolta con l'arrivo di Dario Gradi.

### L'era Gradi
Nel 1983 il Crewe Alexandra milita nei bassifondi della quarta divisione inglese, e rischia di sparire nei meandri del calcio dilettantistico.
Viene assunto in quell'anno l'allenatore italo-inglese Dario Gradi, laureato in educazione fisica, che si era costruito una piccola carriera partendo come vice nel Chelsea e poi guidando formazioni minori dei vari campionati inglesi. Gradi è a conoscenza dei pochi fondi a disposizione e di non essere alla guida di una corazzata, ma con un'oculata gestione del settore giovanile riesce a creare un meccanismo funzionale alla causa. La nuova politica Crewe, farà sbocciare diversi campioni del calcio inglese come Geoff Thomas, David Platt e Rob Jones ma anche gallese e nord irlandese come Robbie Savage, Neil Lennon e Steve Jones. Anche in epoca più recente i talenti sia inglesi che gallesi non sono mancati: Danny Murphy, Seth Johnson, Dean Ashton e David Vaughan hanno vestito la maglia degli Alex. Nel 1988-89 il lavoro di Gradi porta all'agognata promozione in Terza divisione, ma dopo una stagione suggellata da una comoda salvezza, la squadra retrocede l'anno successivo.
In quarta divisione conquista i play-off ma è subito eliminata dallo Scunthorpe. L'anno dopo però, con la riforma dei campionati e la nascita della Premier League, si trova comunque a giocare in un campionato denominato terza divisione, l'equivalente dell'italiana C2. La politica societaria la fa sopravvivere grazie alle onerose vendite dei suoi giovani gioielli che però fanno dubitare i tifosi delle ambizioni della squadra. Nel 1992-93, la squadra arriva alle finali play off, pur perdendole, ma contro ogni pronostico l'anno dopo conquista la seconda divisione grazie al terzo posto in campionato. I soldi incassati dalla società servono a ristrutturare e ammodernare i campi da gioco ed allenamento e nonostante le preziose cessioni, per 2 anni di fila il Crewe arriva alle finali Play-off. Nel 1996-97 finalmente, i play-off sono vinti e il Crewe Alexandra si ritrova in First Division, la serie B inglese. Dario Gradi, per il suo progetto rinuncia a numerose offerte dai piani alti inglesi e persino dal Portogallo.
La squadra rimarrà in First division fino alla stagione 2001-02 quando retrocederà mestamente per tornare nella First, che nel mentre ha mutato il nome in Championship l'anno successivo. Dal 2003 a oggi le emozioni si sono susseguite una dopo l'altra, Gradi ha condotto la squadra a delle difficili salvezze fino a un inevitabile retrocessione nel 2005/06 e un ulteriore brivido nella stagione successiva.

### Il dopo Gradi
Nell'aprile 2007 Gradi decide di abbandonare la panchina e assumere l'incarico di direttore tecnico. Steve Holland, allenatore delle giovanili, gli succede ma riesce nella stagione 2007-08 solo a portare i Railwaymen a una risicata salvezza nella Football League One. L'anno successivo però si classifica al 22º posto, retrocedendo quindi nella serie inferiore. Negli anni successivi disputa quindi la Football League Two, campionato di quarta divisione inglese. Nella stagione 2009-10 termina il campionato al 18º posto, mentre l'anno successivo si classifica al 10º posto. Per la stagione successiva viene ingaggiato come allenatore Steve Davis. Nella stagione 2011-12 si classifica al settimo posto, c'entrando così i play off in cui affronterà il Southend United. Riesce ad arrivare in finale play off battendo 1-0 il Southend United nella sfida d'andata e pareggiando per 2-2 al ritorno. In finale affronta e batte per 2-0 il Cheltenham Town nella finale al Wembley ottenendo dunque la promozione nella Football League One per la stagione 2012-2013 che chiude al 13º posto. La stagione successiva la squadra si classifica al 19º posto, riuscendo così a salvarsi. Dopo un altro 19º posto nella stagione successiva, il Crewe retrocede nel 2015-2016 piazzandosi ultimo.

## Stadio
Lo stadio attuale della squadra è l'Alexandra Stadium, costruito nel 2000 l'impianto presenta una capienza di 10.046 posti. L'area in cui sorge lo stadio è occupata dalla società sin dal 1898 ed è conosciuta dai fan come Gresty Road.
Lo stadio si divide in quattro settori:
- The Air Products Stand: contiene 6774 spettatori inclusa la tribuna d'onore.
- The AB Nutrition Stand: contiene 1000 spettatori è conosciuta anche come Gresty Road End ed è allestita anche per disabili.
- The Charles Audi Stand: conosciuta come Railway End contiene 645 spettatori
- The BMW Bluebell Stand: detta Pop Side contiene 1687 spettatori ospiti

## Palmarès

### Competizioni nazionali
- Coppa del Galles: 2

1935-1936, 1936-1937
- Football League Trophy: 1

2012-2013

### Competizioni regionali
- Cheshire Senior Cup: 1910, 1912, 1913, 1923, 2002, 2003

### Competizioni giovanili
- Milk Cup (Coppa di lega inglese per squadre giovanili):

"Premier section": 1987, 1999
"Junior section": 1990, 1998

### Altri piazzamenti
- Coppa d'Inghilterra:

Semifinalista: 1887-1888
- Coppa del Galles:

Semifinalista: 1885-1886
- Third Division:

Secondo posto: 2002-2003
Terzo posto: 1994-1995
Vittoria play-off: 1996-1997
- Campionato inglese di quarta divisione:

Secondo posto: 2019-2020
Terzo posto: 1962-1963, 1988-1989, 1993-1994
Promozione: 1967-1968
Vittoria play-off: 2011-2012
- Football League Trophy:

Semifinalista: 2006-2007

## Organico

### Rosa 2021-2022
| N. |                        | Ruolo | Calciatore        |
| -- | ---------------------- | ----- | ----------------- |
| 1  | Finlandia (bandiera)   | P     | Will Jääskeläinen |
| 2  | Inghilterra (bandiera) | D     | Ryan Alebiosu     |
| 3  | Inghilterra (bandiera) | D     | Rio Adebisi       |
| 4  | Inghilterra (bandiera) | C     | Rekeem Harper     |
| 6  | Inghilterra (bandiera) | D     | Luke Offord       |
| 7  | Inghilterra (bandiera) | A     | Chris Long        |
| 8  | Inghilterra (bandiera) | C     | Tom Lowery        |
| 9  | Inghilterra (bandiera) | A     | Chris Porter      |
| 10 | Inghilterra (bandiera) | C     | Ben Knight        |
| 11 | Inghilterra (bandiera) | C     | Callum Ainley     |
| 12 | Francia (bandiera)     | A     | Mikael Mandron    |
| 14 | Inghilterra (bandiera) | C     | Oli Finney        |
| 15 | Inghilterra (bandiera) | A     | Dan Agyei         |

| N. |                        | Ruolo | Calciatore        |
| -- | ---------------------- | ----- | ----------------- |
| 16 | Inghilterra (bandiera) | C     | Luke Murphy       |
| 17 | Spagna (bandiera)      | C     | Madger Gomes      |
| 18 | Inghilterra (bandiera) | C     | Regan Griffiths   |
| 19 | Germania (bandiera)    | A     | Bassala Sambou    |
| 20 | Inghilterra (bandiera) | C     | Josh Lundstram    |
| 22 | Galles (bandiera)      | C     | Billy Sass-Davies |
| 23 | Inghilterra (bandiera) | D     | Travis Johnson    |
| 28 | Galles (bandiera)      | D     | Zac Williams      |
| 29 | Inghilterra (bandiera) | D     | Connor O'Riordan  |
| 31 | Inghilterra (bandiera) | P     | Dave Richards     |
| 35 | Scozia (bandiera)      | C     | Scott Robertson   |
| 36 | Inghilterra (bandiera) | C     | Scott Kashket     |
| 37 | Inghilterra (bandiera) | C     | Tariq Uwakwe      |

### Rosa 2020-2021
| N. |                           | Ruolo | Calciatore        |
| -- | ------------------------- | ----- | ----------------- |
| 1  | Finlandia (bandiera)      | P     | Will Jääskeläinen |
| 2  | Inghilterra (bandiera)    | D     | Perry Ng          |
| 3  | Inghilterra (bandiera)    | D     | Harry Pickering   |
| 4  | Inghilterra (bandiera)    | C     | Ryan Wintle       |
| 5  | Montserrat (bandiera)     | D     | Donervon Daniels  |
| 6  | Irlanda (bandiera)        | D     | Eddie Nolan       |
| 7  | Inghilterra (bandiera)    | C     | Daniel Powell     |
| 8  | Inghilterra (bandiera)    | C     | Tom Lowery        |
| 9  | Inghilterra (bandiera)    | A     | Chris Porter      |
| 10 | Inghilterra (bandiera)    | C     | Charlie Kirk      |
| 11 | Inghilterra (bandiera)    | C     | Callum Ainley     |
| 12 | Francia (bandiera)        | A     | Mikael Mandron    |
| 13 | Galles (bandiera)         | P     | Dave Richards     |
| 14 | Inghilterra (bandiera)    | C     | Oli Finney        |
| 15 | Rep. del Congo (bandiera) | A     | Offrande Zanzala  |

| N. |                        | Ruolo | Calciatore        |
| -- | ---------------------- | ----- | ----------------- |
| 16 | Inghilterra (bandiera) | D     | Olly Lancashire   |
| 17 | Inghilterra (bandiera) | D     | Luke Offord       |
| 18 | Inghilterra (bandiera) | C     | Regan Griffiths   |
| 19 | Inghilterra (bandiera) | A     | Owen Dale         |
| 20 | Inghilterra (bandiera) | C     | Josh Lundstram    |
| 21 | Inghilterra (bandiera) | D     | Rio Adebisi       |
| 22 | Galles (bandiera)      | C     | Billy Sass-Davies |
| 23 | Inghilterra (bandiera) | D     | Travis Johnson    |
| 24 | Inghilterra (bandiera) | A     | Tyreece Onyeka    |
| 25 | Inghilterra (bandiera) | D     | Nathan Woodthorpe |
| 26 | Inghilterra (bandiera) | C     | Joe Robbins       |
| 27 | Inghilterra (bandiera) | P     | Sam Booth         |
| 28 | Inghilterra (bandiera) | C     | Luke Murphy       |
| 29 | Grenada (bandiera)     | D     | Omar Beckles      |

### Rosa 2019-2020
| N. |                        | Ruolo | Calciatore      |
| -- | ---------------------- | ----- | --------------- |
| 1  | Inghilterra (bandiera) | P     | Ben Garratt     |
| 2  | Inghilterra (bandiera) | D     | Perry Ng        |
| 3  | Inghilterra (bandiera) | D     | Harry Pickering |
| 5  | Galles (bandiera)      | D     | George Ray      |
| 6  | Inghilterra (bandiera) | D     | Michael Raynes  |
| 7  | Inghilterra (bandiera) | A     | Chris Porter    |
| 8  | Scozia (bandiera)      | C     | James Jones     |
| 9  | Inghilterra (bandiera) | A     | Shaun Miller    |
| 10 | Inghilterra (bandiera) | A     | Jordan Bowery   |
| 11 | Inghilterra (bandiera) | C     | Callum Ainley   |
| 12 | Irlanda (bandiera)     | D     | Eddie Nolan     |
| 13 | Galles (bandiera)      | P     | Dave Richards   |
| 14 | Inghilterra (bandiera) | C     | Alex Nicholls   |
| 15 | Inghilterra (bandiera) | C     | Ryan Wintle     |
| 16 | Inghilterra (bandiera) | C     | Tom Lowery      |

| N. |                        | Ruolo | Calciatore        |
| -- | ---------------------- | ----- | ----------------- |
| 17 | Irlanda (bandiera)     | C     | Paul Green        |
| 18 | Inghilterra (bandiera) | C     | Regan Griffiths   |
| 19 | Inghilterra (bandiera) | A     | Owen Dale         |
| 20 | Inghilterra (bandiera) | C     | Charlie Kirk      |
| 21 | Inghilterra (bandiera) | C     | Oliver Finney     |
| 22 | Inghilterra (bandiera) | C     | Josh Lundstram    |
| 23 | Inghilterra (bandiera) | D     | Travis Johnson    |
| 24 | Inghilterra (bandiera) | A     | Lewis Reilly      |
| 25 | Galles (bandiera)      | D     | Billy Sass-Davies |
| 26 | Inghilterra (bandiera) | C     | Joe Lynch         |
| 27 | Finlandia (bandiera)   | P     | Will Jääskeläinen |
| 28 | Inghilterra (bandiera) | C     | Luke Offord       |
| 29 | Inghilterra (bandiera) | D     | Nicky Hunt        |
| 30 | Irlanda (bandiera)     | D     | Corey Whelan      |
| 33 | Irlanda (bandiera)     | D     | Kevin O'Connor    |

### Rosa 2018-2019
| N. |                        | Ruolo | Calciatore      |
| -- | ---------------------- | ----- | --------------- |
| 1  | Inghilterra (bandiera) | P     | Ben Garratt     |
| 2  | Inghilterra (bandiera) | D     | Perry Ng        |
| 3  | Inghilterra (bandiera) | D     | Harry Pickering |
| 5  | Galles (bandiera)      | D     | George Ray      |
| 6  | Inghilterra (bandiera) | D     | Michael Raynes  |
| 7  | Inghilterra (bandiera) | A     | Chris Porter    |
| 8  | Scozia (bandiera)      | C     | James Jones     |
| 9  | Inghilterra (bandiera) | A     | Shaun Miller    |
| 10 | Inghilterra (bandiera) | A     | Jordan Bowery   |
| 11 | Inghilterra (bandiera) | C     | Callum Ainley   |
| 12 | Irlanda (bandiera)     | D     | Eddie Nolan     |
| 13 | Galles (bandiera)      | P     | Dave Richards   |
| 14 | Inghilterra (bandiera) | C     | Alex Nicholls   |
| 15 | Inghilterra (bandiera) | C     | Ryan Wintle     |
| 16 | Inghilterra (bandiera) | C     | Tom Lowery      |

| N. |                        | Ruolo | Calciatore        |
| -- | ---------------------- | ----- | ----------------- |
| 17 | Irlanda (bandiera)     | C     | Paul Green        |
| 18 | Inghilterra (bandiera) | C     | Regan Griffiths   |
| 19 | Inghilterra (bandiera) | A     | Owen Dale         |
| 20 | Inghilterra (bandiera) | C     | Charlie Kirk      |
| 21 | Inghilterra (bandiera) | C     | Oliver Finney     |
| 22 | Inghilterra (bandiera) | C     | Josh Lundstram    |
| 23 | Inghilterra (bandiera) | D     | Travis Johnson    |
| 24 | Inghilterra (bandiera) | A     | Lewis Reilly      |
| 25 | Galles (bandiera)      | D     | Billy Sass-Davies |
| 26 | Inghilterra (bandiera) | C     | Joe Lynch         |
| 27 | Finlandia (bandiera)   | P     | Will Jääskeläinen |
| 28 | Inghilterra (bandiera) | C     | Luke Offord       |
| 29 | Inghilterra (bandiera) | D     | Nicky Hunt        |
| 30 | Irlanda (bandiera)     | D     | Corey Whelan      |
| 33 | Irlanda (bandiera)     | D     | Kevin O'Connor    |

### Rosa 2016-2017
| N. |                           | Ruolo | Calciatore       |
| -- | ------------------------- | ----- | ---------------- |
| 1  | Scozia (bandiera)         | P     | Ben Garratt      |
| 2  | Inghilterra (bandiera)    | D     | Oliver Turton    |
| 3  | Inghilterra (bandiera)    | D     | Jon Guthrie      |
| 5  | Galles (bandiera)         | D     | George Ray       |
| 6  | Inghilterra (bandiera)    | D     | Ben Nugent       |
| 8  | Scozia (bandiera)         | C     | Jamie Jones      |
| 9  | Inghilterra (bandiera)    | A     | Chris Dagnall    |
| 10 | Inghilterra (bandiera)    | A     | Callum Saunders  |
| 11 | Inghilterra (bandiera)    | C     | George Cooper    |
| 13 | Galles (bandiera)         | P     | Dave Richards    |
| 14 | Costa d'Avorio (bandiera) | D     | Zoumana Bakayogo |

| N. |                        | Ruolo | Calciatore     |
| -- | ---------------------- | ----- | -------------- |
| 15 | Inghilterra (bandiera) | C     | Danny Hollands |
| 16 | Inghilterra (bandiera) | A     | Jordan Bowery  |
| 17 | Nigeria (bandiera)     | A     | Daniel Udoh    |
| 18 | Inghilterra (bandiera) | C     | Billy Bingham  |
| 20 | Inghilterra (bandiera) | C     | Charlie Kirk   |
| 21 | Inghilterra (bandiera) | C     | Ryan Wintle    |
| 22 | Inghilterra (bandiera) | C     | Alex Kiwomya   |
| 23 | Inghilterra (bandiera) | D     | Perry Ng       |
| 24 | Inghilterra (bandiera) | D     | Callum Cooke   |
| 25 | Inghilterra (bandiera) | A     | Callum Ainley  |
| 31 | Inghilterra (bandiera) | A     | Andrew Dawber  |

### Rosa 2015-2016
| N. |                        | Ruolo | Calciatore      |
| -- | ---------------------- | ----- | --------------- |
| 1  | Scozia (bandiera)      | P     | Ben Garratt     |
| 2  | Inghilterra (bandiera) | D     | Oliver Turton   |
| 3  | Inghilterra (bandiera) | D     | Jon Guthrie     |
| 4  | Inghilterra (bandiera) | D     | Harry Davis     |
| 5  | Galles (bandiera)      | D     | George Ray      |
| 6  | Inghilterra (bandiera) | D     | Ben Nugent      |
| 8  | Inghilterra (bandiera) | C     | Chris Atkinson  |
| 9  | Inghilterra (bandiera) | A     | Vadaine Oliver  |
| 10 | Australia (bandiera)   | C     | Brad Inman      |
| 11 | Inghilterra (bandiera) | C     | George Cooper   |
| 13 | Galles (bandiera)      | P     | Dave Richards   |
| 14 | Galles (bandiera)      | A     | Callum Saunders |
| 15 | Francia (bandiera)     | D     | Thierry Audel   |
| 16 | Inghilterra (bandiera) | C     | John Johnston   |

| N. |                             | Ruolo | Calciatore            |
| -- | --------------------------- | ----- | --------------------- |
| 17 | Inghilterra (bandiera)      | C     | Billy Waters          |
| 18 | Irlanda del Nord (bandiera) | C     | Liam Nolan            |
| 19 | Inghilterra (bandiera)      | D     | James Baillie         |
| 20 | Inghilterra (bandiera)      | C     | James Jones           |
| 21 | Inghilterra (bandiera)      | C     | Lee Molyneux          |
| 22 | Scozia (bandiera)           | A     | Fraser Murdoch        |
| 23 | Inghilterra (bandiera)      | D     | Perry Ng              |
| 24 | Inghilterra (bandiera)      | D     | Greg Leigh            |
| 25 | Canada (bandiera)           | A     | Marcus Haber          |
| 26 | Inghilterra (bandiera)      | A     | Callum Prichard-Ellis |
| 27 | Inghilterra (bandiera)      | C     | Ryan Colclough        |
| 28 | Scozia (bandiera)           | C     | Jamie Ness            |
| 42 | Inghilterra (bandiera)      | C     | Anthony Grant         |
| -  | Inghilterra (bandiera)      | A     | Max Clayton           |

### Rosa 2014-2015
| N. |                        | Ruolo | Calciatore      |
| -- | ---------------------- | ----- | --------------- |
| 1  | Scozia (bandiera)      | P     | Scott Shearer   |
| 2  | Inghilterra (bandiera) | D     | Matt Tootle     |
| 3  | Inghilterra (bandiera) | D     | Jon Guthrie     |
| 4  | Inghilterra (bandiera) | D     | Harry Davis     |
| 5  | Galles (bandiera)      | D     | George Ray      |
| 6  | Inghilterra (bandiera) | D     | Adam Dugdale    |
| 7  | Inghilterra (bandiera) | C     | Oliver Turton   |
| 8  | Inghilterra (bandiera) | C     | Chris Atkinson  |
| 9  | Inghilterra (bandiera) | A     | Vadaine Oliver  |
| 10 | Australia (bandiera)   | C     | Brad Inman      |
| 11 | Inghilterra (bandiera) | C     | George Cooper   |
| 13 | Inghilterra (bandiera) | P     | Ben Garratt     |
| 14 | Galles (bandiera)      | A     | Callum Saunders |
| 15 | Francia (bandiera)     | D     | Thierry Audel   |
| 16 | Inghilterra (bandiera) | C     | John Johnston   |

| N. |                             | Ruolo | Calciatore            |
| -- | --------------------------- | ----- | --------------------- |
| 17 | Inghilterra (bandiera)      | C     | Billy Waters          |
| 18 | Irlanda del Nord (bandiera) | C     | Liam Nolan            |
| 19 | Inghilterra (bandiera)      | D     | James Baillie         |
| 20 | Inghilterra (bandiera)      | C     | James Jones           |
| 21 | Inghilterra (bandiera)      | C     | Lee Molyneux          |
| 22 | Scozia (bandiera)           | A     | Fraser Murdoch        |
| 23 | Inghilterra (bandiera)      | D     | Perry Ng              |
| 24 | Inghilterra (bandiera)      | D     | Greg Leigh            |
| 25 | Canada (bandiera)           | A     | Marcus Haber          |
| 26 | Inghilterra (bandiera)      | A     | Callum Prichard-Ellis |
| 27 | Inghilterra (bandiera)      | C     | Ryan Colclough        |
| 28 | Scozia (bandiera)           | C     | Jamie Ness            |
| 42 | Inghilterra (bandiera)      | C     | Anthony Grant         |
| -  | Inghilterra (bandiera)      | A     | Max Clayton           |